# Gosei 1991
Il Gosei 1991 è stata la sedicesima edizione del torneo goistico giapponese Gosei. 

## Svolgimento
- W indica vittoria col bianco
- B indica vittoria col nero
- X indica la sconfitta
- +R indica che la partita si è conclusa per abbandono
- +N indica lo scarto dei punti a fine partita
- +F indica la vittoria per forfeit
- +T indica la vittoria per timeout
- +? indica una vittoria con scarto sconosciuto
- V indica una vittoria in cui non si conosce scarto e colore del giocatore

### Fase preliminare
La fase preliminare serve a determinare chi accede al torneo per la selezione dello sfidante. Consiste in un torneo preliminare, i cui vincitori sono qualificati al torneo per la determinazione dello sfidante.

### Determinazione dello sfidante
|  | Primo turno        | Primo turno |  |  | Secondo turno     | Secondo turno |                |                  | Terzo turno | Terzo turno |  |  | Semifinale | Semifinale |  |  | Finale | Finale |
|  |                    |             |  |  |                   |               |                |                  |             |             |  |  |            |            |  |  |        |        |
|  | Hiroyuki Hiroe     |             |  |  |                   |               |                |                  |             |             |  |  |            |            |  |  |        |        |
|  | Masaki Kanagawa    | W+R         |  |  | Masaki Kanagawa   |               |                |                  |             |             |  |  |            |            |  |  |        |        |
|  | Toshio Kori        |             |  |  | Masaki Fukui      | W+R           |                |                  |             |             |  |  |            |            |  |  |        |        |
|  | Masaki Fukui       | W+R         |  |  |                   |               |                | Masaki Fukui     |             |             |  |  |            |            |  |  |        |        |
|  | Koji Kasai         |             |  |  | Yutaka Shiraishi  | B+10,5        |                |                  |             |             |  |  |            |            |  |  |        |        |
|  | Takaho Kojima      | W+0,5       |  |  | Takaho Kojima     |               |                |                  |             |             |  |  |            |            |  |  |        |        |
|  | Meiko Tei          |             |  |  | Yutaka Shiraishi  | B+R           |                |                  |             |             |  |  |            |            |  |  |        |        |
|  | Yutaka Shiraishi   | B+2,5       |  |  |                   |               |                | Yutaka Shiraishi |             |             |  |  |            |            |  |  |        |        |
|  | Eio Sakata         |             |  |  | Yoshio Ishida     | B+R           |                |                  |             |             |  |  |            |            |  |  |        |        |
|  | Shuji Takahara     | W+0,5       |  |  | Shuji Takahara    |               |                |                  |             |             |  |  |            |            |  |  |        |        |
|  | Toshiya Imamura    |             |  |  | Naoto Hikosaka    | W+R           |                |                  |             |             |  |  |            |            |  |  |        |        |
|  | Naoto Hikosaka     | B+2,5       |  |  |                   |               | Naoto Hikosaka |                  |             |             |  |  |            |            |  |  |        |        |
|  | Hideo Otake        |             |  |  | Yoshio Ishida     | W+R           |                |                  |             |             |  |  |            |            |  |  |        |        |
|  | Masaki Takemiya    | B+R         |  |  | Masaki Takemiya   |               |                |                  |             |             |  |  |            |            |  |  |        |        |
|  | Yoshitaka Ushikubo |             |  |  | Yoshio Ishida     | B+4,5         |                |                  |             |             |  |  |            |            |  |  |        |        |
|  | Yoshio Ishida      | W+R         |  |  |                   |               |                | Yoshio Ishida    |             |             |  |  |            |            |  |  |        |        |
|  | Shoichi Takagi     |             |  |  | Satoru Kobayashi  | W+1,5         |                |                  |             |             |  |  |            |            |  |  |        |        |
|  | Yasumasa Hane      | W+R         |  |  | Yasumasa Hane     |               |                |                  |             |             |  |  |            |            |  |  |        |        |
|  | Hiromitsu Oda      |             |  |  | Masao Kato        | W+R           |                |                  |             |             |  |  |            |            |  |  |        |        |
|  | Masao Kato         | W+R         |  |  |                   |               | Masao Kato     |                  |             |             |  |  |            |            |  |  |        |        |
|  | Cho Chikun         |             |  |  | Kagen Yo          | W+R           |                |                  |             |             |  |  |            |            |  |  |        |        |
|  | Hidehito Nakamura  | W+4,5       |  |  | Hidehito Nakamura |               |                |                  |             |             |  |  |            |            |  |  |        |        |
|  | Kunitada Yokoyama  |             |  |  | Kagen Yo          | B+4,5         |                |                  |             |             |  |  |            |            |  |  |        |        |
|  | Kagen Yo           | B+R         |  |  |                   |               | Kagen Yo       |                  |             |             |  |  |            |            |  |  |        |        |
|  | Hiroshi Yamashiro  |             |  |  | Satoru Kobayashi  | B+R           |                |                  |             |             |  |  |            |            |  |  |        |        |
|  | Yujiro Hashimoto   | B+4,5       |  |  | Yujiro Hashimoto  |               |                |                  |             |             |  |  |            |            |  |  |        |        |
|  | Rin Kaiho          |             |  |  | Yuichi Sonoda     | B+R           |                |                  |             |             |  |  |            |            |  |  |        |        |
|  | Yuichi Sonoda      | B+R         |  |  |                   |               | Yuichi Sonoda  |                  |             |             |  |  |            |            |  |  |        |        |
|  | Shungo Goto        |             |  |  | Satoru Kobayashi  | B+R           |                |                  |             |             |  |  |            |            |  |  |        |        |
|  | Shoji Hashimoto    | B+7,5       |  |  | Shoji Hashimoto   |               |                |                  |             |             |  |  |            |            |  |  |        |        |
|  |                    |             |  |  | Satoru Kobayashi  | B+R           |                |                  |             |             |  |  |            |            |  |  |        |        |
|  |                    |             |  |  |                   |               |                |                  |             |             |  |  |            |            |  |  |        |        |

### Finale
La finale è una sfida al meglio delle cinque partite, il detentore Kōichi Kobayashi ha affrontato lo sfidante scelto tramite il processo di qualificazione.